# La Coste

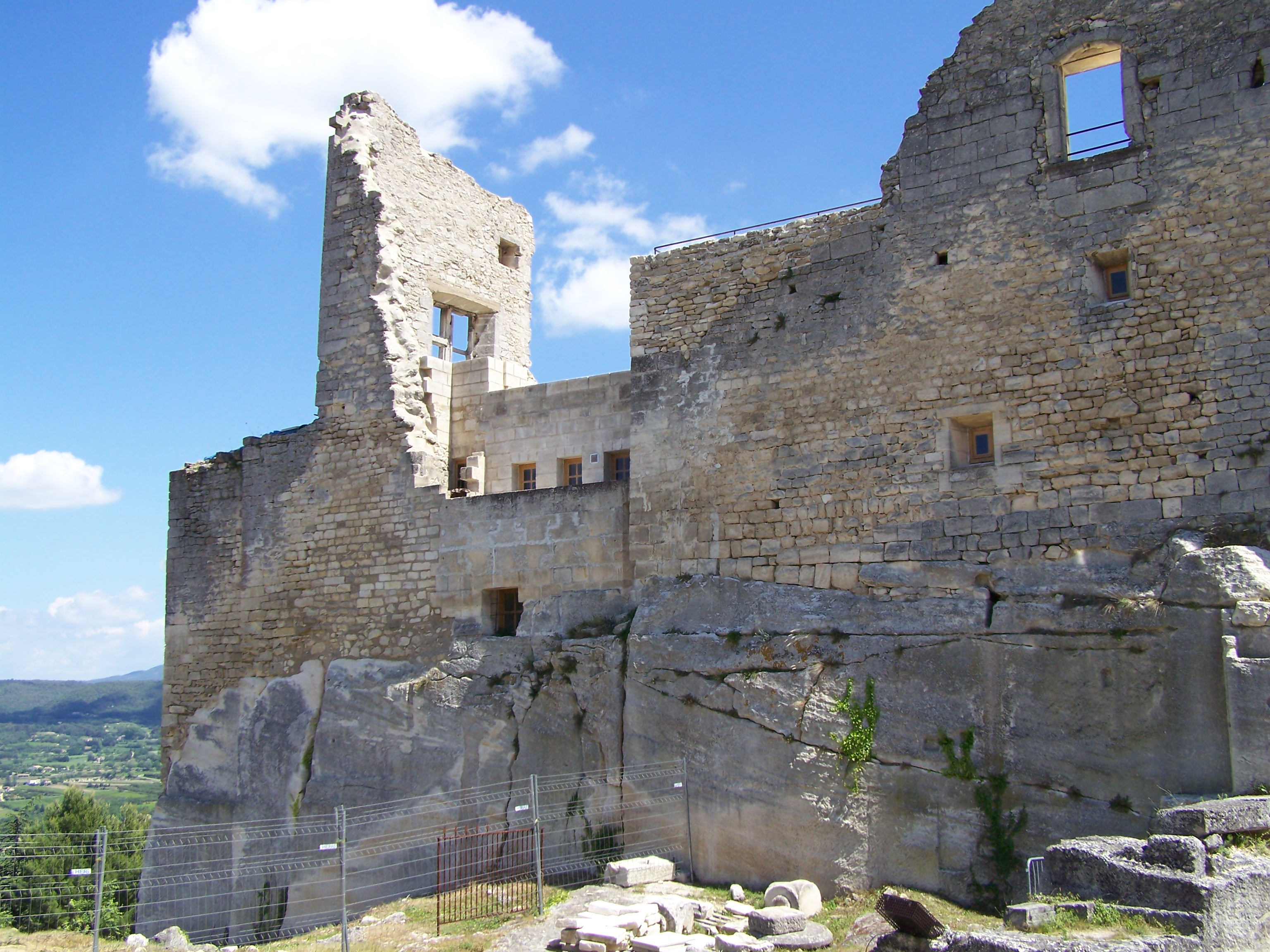
Ruinerna av slottet La Coste, ett av tre residens för markis de Sade i Vaucluse.

La Coste, eller Le château de Lacoste som det numera kallas, är ett slott i bergsbyn Lacoste i det franska departementet Vaucluse i Provence-Alpes-Côte d'Azur. 

## Historik
Slottet är starkt förknippat med markis de Sade, som vistades här åren 1769–1772, men det uppfördes redan på 1000-talet och bättrades på under seklernas gång. För grevesläkten de Sade blev det ett herresäte först i början av 1700-talet och lades i ruiner under franska revolutionen mot slutet av samma århundrade. 
Modeskaparen Pierre Cardin köpte slottet 2001. Konstutställningar och evenemang med musik och teater har därefter hållits i och kring den gamla anläggningen. Detta var dock inte helt nytt. Redan 1969 gjordes en uppsättning av den tragikomiska pjäsen Le roi Gordogane av Radovan Ivšić mot bakgrund av slottets ruiner.

## Slottet i skönlitteraturen och bildkonsten
- Markis de Sade har med slottet i två av sina verk, De 120 dagarna i Sodom eller Liderlighetens skola (2005), där det kallas slottet Silling och La Marquise de Ganges (1813).
- Bildkonstnären Toyen skapade 1946 en av sina mest berömda bilder, oljemålningen Au Château La Coste.[3] En varg som tecknats på slottets spruckna, svampangripna murverk rycker sig plötsligt loss från sitt förstenade tillstånd och river en blå duva som trippar förbi på grusgången intill.
- Lasse Söderberg utgav 1989 diktsamlingen Slottet La Coste ligger i ruiner.

## Bilder

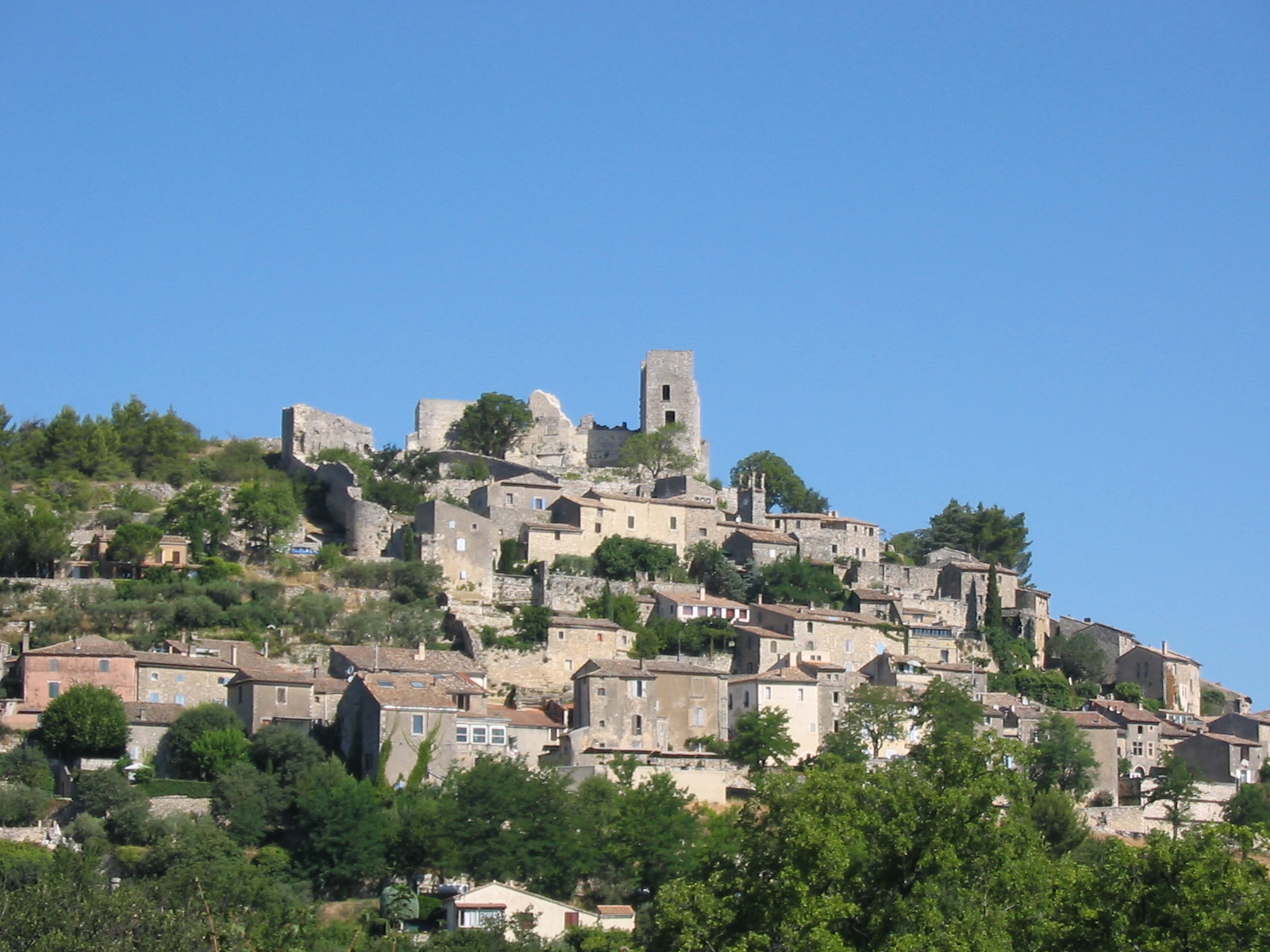
Högst upp i byn, ruinerna av ätten Sades slott plundrat under franska revolutionen.
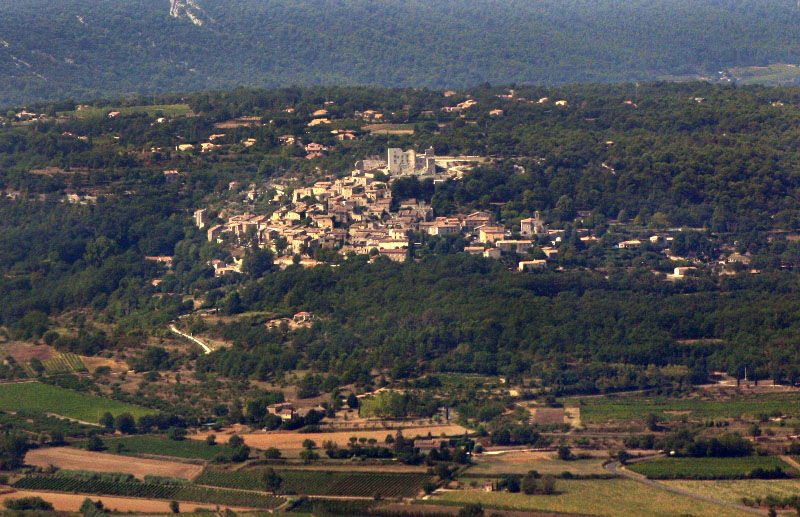
Slottet La Coste och byn Lacoste ur ett fågelperspektiv.